# Раппо, Карл
Карл Раппо (швед. Carl Rappo; 14 мая 1800, Инсбрук,  Австрийская империя — январь 1854, Москва Российская империя) — австрийский артист цирка, силовой жонглёр.

## Биография

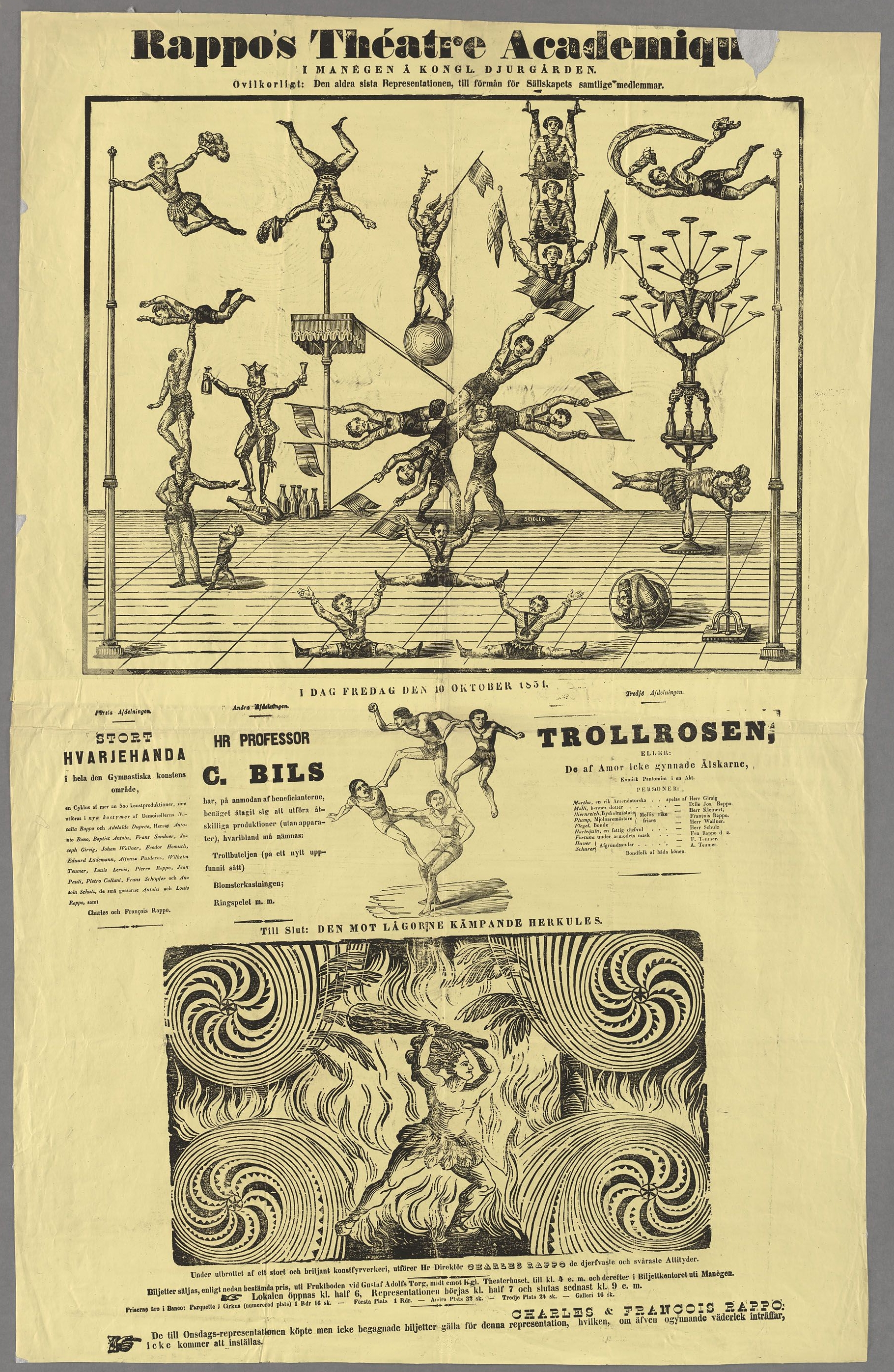
Афиша выступления Раппо. 1851

Родился в аристократической семье. С юности занимался гимнастикой. Когда в Инсбрук приехала цирковая труппа из Индии, он решил оставить семью и заняться артистической карьерой. Два года выступал с индусами.
Дебютировал как силовой акробат в конце второго десятилетия XIX века, в 1825 году предпринял большой тур по странам мира; побывал в Венгрии, Италии, Германии, Польше, произведя там своими выступлениями необычайный фурор. Один из зарубежных журналов даже сравнил его с великим Паганини.

«Раппо, — писал журнал, — подобно Паганини, артист единственный. В настоящее время в Европе нет никого, кто бы мог быть сравним с которым-нибудь из них. В обоих обнаруживается высшее развитие особенного, каждому из них врожденного таланта. Как до Паганини никто не подозревал, сколько очарованья может заключаться в скрипке, так до Раппо никто не имел понятия о тех необыкновенных успехах, до каких может быть доведено развитие телесных сил, особенно когда человек, как Раппо, начнет упражнять эти силы не прежде юношеского возраста».

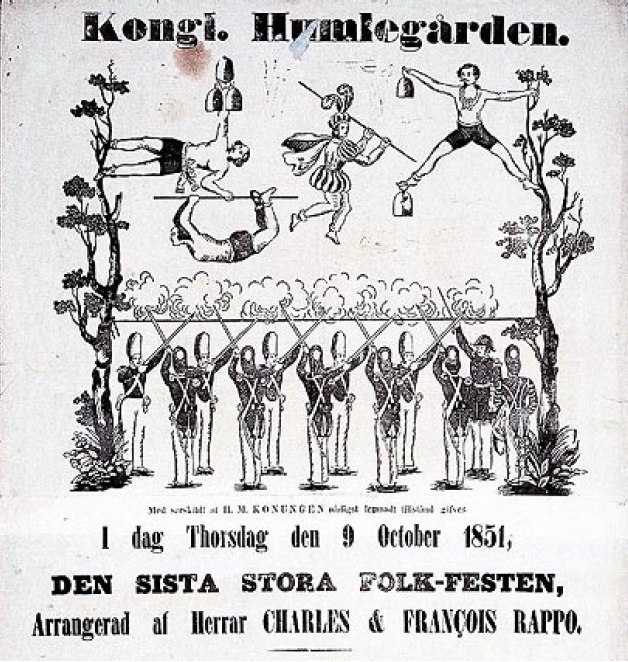
Афиша выступления Раппо. 1851

Из-за конфликта с семьёй отказался от своего дворянского титула и взял имя Шарль Раппо.
Несколько раз бывал в России, выступал перед царём Николаем I. Впервые с бенефисом К. Раппо выступил в Новом Театре в Петербурге 30 октября 1831 года. Театр был полон, «рукоплескания не умолкали», — писала газета «Казанский вестник». А «Прибавление к Казанским ведомостям» в том же 1831 году в № 46 напечатала статью, заканчивающуюся словами: «Представления г. Раппо составляют нечто такое, что даже в Петербурге, где чудес бывает немало, ничего удивительнее этого не видывали».
Новые гастроли по России были предприняты Карлом Раппо в 1838 и 1844—1845 годах. Эти представления имели такой успех, что Санкт-Петербургская пресса не знала, что и писать. «Талант его не нуждается в разглашении», — заявила «Северная пчела».
Его шоу представляли собой сочетание гимнастики, жонглирования и номеров на канате. Раппо демонстрировал свою необычайную силу. Он мог жонглировать ножами и шарами, держа на носу деревянную скобу с яйцом сверху, а также пушечными ядрами весом в несколько фунтов. В его программу также входили вольтижировка и показательная «прогулка по воздуху» — акробат удерживал равновесие, стоя на одном из крыльев вращающегося 9-метрового ветряка.
Пишут, что однажды Карл Раппо со своей труппой гастролировал в Италии. Ночью в горах Калабрии на них напали разбойники числом свыше 30 человек. Неожиданность нападения подвергла вначале артистов в смятение и панику, но когда был на руках матери убит грудной ребенок, Карл обезумел и бросился на разбойников, раздавая ужасные удары направо и налево. Его примеру последовала и вся труппа — 11 человек, в результате чего разбойники были сокрушены, а четверо из них пленены самим Раппо, несмотря на то, что он получил семь ножевых ран.
Во время последнего пребывания в России заболел сыпным тифом, ставшим причиной его смерти.